# Takáts Gyula Vármegyei Hatókörű Városi Könyvtár
A kaposvári Takáts Gyula Vármegyei Hatókörű Városi Könyvtár (röviden: Takáts Gyula Könyvtár) Somogy vármegye leggazdagabb állományú nyilvános könyvtára, közművelődési könyvtárainak hálózati központja. Feladata, hogy szolgáltatásaival minden állampolgár számára biztosítsa a művelődés, a tájékozódás lehetőségét. Alapozó jellegű szolgáltatást nyújt a lakosság széles rétegeinek. Elsősorban a megyeszékhely, valamint Somogy vármegye könyvtári ellátásáért felelős közkönyvtár.

## Névváltozatai
- Kaposvári Körzeti Könyvtár (1949–1952)
- Somogy Megyei Könyvtár (1952–1965)
- Palmiro Togliatti Megyei Könyvtár (1965–1990)
- Megyei és Városi Könyvtár (1992–2012)
- Takáts Gyula Megyei és Városi Könyvtár (2012–2020)
- Takáts Gyula Megyei Hatókörű Városi Könyvtár (2020–2022)
- Takáts Gyula Vármegyei Hatókörű Városi Könyvtár (2023–)

## Története
1825. decemberében Festetics László gróf levelet írt Somogy és Sopron vármegye előljáróinak, melyekben szorgalmazta, hogy a vármegyékben és a szabad királyi városokban mindenütt egy nemzeti könyvtár alapuljon, melyek támogatásával ő is a “hazai tudományos csinosodást és előmenetelt segítteni kívánta”. 1826. tavaszán további két vármegyének; Zalának és Vas megyének is írt levelet. A cél támogatására 1000-1000 forintot ajánlott fel a nemes vármegye kebelén felállítandó a nemzeti nyelv és művelődés csinosodására szolgáló „olvasó intézet” javára.
Bizonyíthatóan csak Somogy és Sopron vármegyékben alapult könyvtár a kezdeményezés alapján, de a soproni intézmény működésében több hiányosság is akad. Somogyban 1826 óta folyamatosan biztosított a könyvtári ellátás.
Az alapítással egy időben könyvvásárló bizottság alakult, melynek tagja volt Berzsenyi Dániel is, aki mint tanácsadó jeleskedett és egyik leghűségesebb olvasója is volt a könyvtárnak.
1949-ben Sebestyén Géza tervei alapján az Országos Könyvtári Központ tíz körzeti könyvtárat szervezett meg. A Kaposvári Körzeti Könyvtár számára az alispán a megyeháza mögötti épület második emeletének utolsó négy helyiségét jelölte ki a könyvtári központból érkező könyvcsomagok elhelyezésére. Nem volt könyvtáros, aki rendezte volna az állományt, ezért dr. Kerekes András vállalta a körzeti könyvtár vezetését. A 4329/1949. (XI. 26.) M. T. számú határozat rendelet rendelkezett a Népkönyvtári Központ megalakulásáról, amely átvette a körzeti könyvtárak koordinálásának feladatát. Az év végére megkezdődött a kaposvári körzeti könyvtár irányításával a vidéki népkönyvtárak szervezése is.
1950. április 5-én megnyílt a Körzeti Könyvtár nyilvános olvasóterme.
1951 januárban a Lenin utca (napjainkban Teleki u.) 7. szám alatt megnyílt a körzeti könyvtár megyeszékhelyi népkönyvtáraként a Városi Könyvtár. Vezetője Weltner Rudolfné, majd Kellner Bernát.
A 13/1952. (V. 14.) M. T. sz. határozat értelmében megalapították a Somogy Megyei Könyvtárat Kaposváron, a Dózsa György u. 18. sz. alatt. 1952. augusztus 17-én tartották az intézmény ünnepélyes avatását. A könyvtár vezetője Kerekes András, helyettese Keller Bernát volt. A könyvkölcsönzés és helybenhasználat mellett a könyvtár fő feladata a vidéki könyvtárak hálózati-módszertani segítése, igazgatása volt. 1953. május 1-én létesült az önálló ifjúsági könyvtár a Kossuth Lajos u. 4. sz. alatt, Vörös Ilona ifjúsági könyvtáros igazgatásával.
1955-ben a könyvtárépület szűknek bizonyult, ezért új raktár és feldolgozóhelyiség épült, megoldva az addig csomagokban a padláson tárolt könyvek problémáját. Megkezdődött a somogyi tájismereti különgyűjtemény kialakítása somogyi vonatkozású helytörténeti anyagok gyűjtésére.
1957-ben Kellner Bernátot nevezték ki igazgatónak. 1957 februárjában indult meg a könyvkötő műhely működése. 1959-ben minisztériumi engedéllyel könyvtáros szakképzés indul meg. A megyei könyvtár a városi könyvtári teendők mellett a megyei közművelődési hálózat központja volt. Mivel Kaposvár központi járásának könyvtári feladatait is az intézmény látta el, 1959-től úgynevezett művelődési autók segítségével jártak ki a könyvtárosok és meghívott előadók a kistelepülésekre, ahol a mozgókönyvtári ellátás mellett előadásokkal és filmvetítésekkel szolgálták a helyi lakosokat. 1961-től új szolgáltatásokkal bővült a megyei könyvtár szolgáltatásainak köre. Tájékoztató szolgálat indult egy referenszkönyvtárossal, valamint megkezdődött a diafilmek és színműtári dokumentumok kölcsönzése.
1964-ben elkészült az új, akkor igen korszerűnek számító, szabadpolcos könyvtárépület a Csokonai közben, amely az első ilyen jellegű könyvtárépület volt Magyarországon. Népművelési tevékenység céljára 200 személyes előadóterem állt rendelkezésre. Gyermekkönyvtár is elhelyezést kapott az új épületben, ám az évek folyamán egyre inkább szűknek bizonyult az új épület is. Aktuálpolitikai okokból az akkoriban elhunyt olasz kommunista pártvezérről nevezték el a könyvtárat, így a könyvtár neve Palmiro Togliatti Megyei Könyvtár lett 1965 februárjától. Az új könyvtárépület átadásával egy időben városi fiókkönyvtár is létesült Kaposváron a cseri városrészben, közel a Gárdonyi Géza Általános Iskolához. A következő években kiépült a kaposvári fiókkönyvtári hálózat, amelyek irányítását a Kaposvári Városi Könyvtár végezte, és amelynek módszertani vezetését a megyei könyvtár a járási könyvtárakéval megegyezően végezte. 1972-ben megkezdődött a korábban elkezdett megyei szintű helyismereti tevékenység kaposvári koordinálása. 1976-ban az igazgatói teendőket Szita Ferenc vette át, miután előző év végén Keller Bernát nyugdíjba vonult.
1977 és 1992 között megreformálták az olvasószolgálatot, szakrészlegesítették a szabadpolcos rendszert, minden egyes szakrészleghez innentől kezdve tartozik egy szaktájékoztató könyvtáros, aki az adott területen áll az olvasók rendelkezésére. Megalakult a könyvtár helyismereti szakrészlege, a védett állomány immáron elérhetővé vált szabadpolcos rendszerben a kutatóteremben. A helytörténész tisztjét egészen nyugdíjba vonulásáig dr. Sipos Csaba látta el. Az ő szakmai vezetésével indult a Somogy a sajtó tükrében című sajtófigyelő kiadvány, amely negyedévenkénti megjelenésével számba vette és visszakereshető módon rendszerezte a somogyi érdekeltségű helyi- és országos sajtó által közzétett cikkeket, egészen 1989-ig, amikor megkezdődött a helyismereti cikkek számítógépes feltárása.
1979-1983 között a megyei könyvtár koordinálásával megkezdődött az iskolai könyvtárhálózat kiépítése. 1990-ben a rendszerváltást követően leveszik a névadó bronztáblát, ekkortól kezdve nem viseli a könyvtár Palmiro Togliatti nevét. 1992. január 1-én megkezdte működését a kaposvári Megyei és Városi Könyvtár, a Somogy Megyei Könyvtár, a Szakszervezetek Megyei Könyvtára és a Kaposvári Városi Könyvtár összevonásával, egy egységes közkönyvtári szolgáltatási rendszer részeként. Fenntartásáról Somogy Megye Közgyűlése és Kaposvár Megyei Jogú Város Önkormányzata közösen gondoskodott. Márciusban Szita Ferenc könyvtárigazgató bejelentette nyugdíjba vonulását, helyére ideiglenesen Fiola Pált nevezték ki megbízott igazgatónak, őt végül Varga Róbert váltotta könyvtárvezetőként 1993 év elejétől. A több százezres példányszámúra növekedett könyvtári állomány túlzsúfolttá tette a szabadpolcos olvasói teret és a raktárakat, ezért egyre inkább előtérbe került az épület kibővítésének igénye.
Már 1968-ban elkészült a könyvtárépület első bővítési terve, ám végül harmadszori kísérlet után 1999-ben tették közzé a Magyar Közlönyben a bővítésre kijelölt támogatási összeget, majd 2000. január 31-én megkezdődött az épület kibővítése, amelynek műszaki átadására 2001. március 5-én, ünnepélyes felavatására augusztus 24-én került sor.
2010-ben több mint négy évtizedes pályafutását követően Varga Róbert nyugdíjba vonult. Megbízott igazgatóként helyettese, Köpflerné Szeles Judit igazgatta a könyvtárat. 2012-től a könyvtár Takáts Gyula nevét viseli (Takáts Gyula Megyei és Városi Könyvtár). 2012 februárjától Horváth Katalin vezette a 2013. január 1-étől a kaposvári önkormányzat fenntartásába került intézményt. Igazgatóhelyettes továbbra is Köpflerné Szeles Judit, aki jelenleg is ezt a beosztást tölti be. 2016 őszében döntés született pályázatának elfogadását követően, így 2017 áprilisa óta Horváth Péter könyvtáros a megyei és városi könyvtár új vezetője.
2020. november elsején a könyvtár neve Takáts Gyula Megyei Hatókörű Városi Könyvtárra módosult, majd miután 2023. január 1-től az egész országban a megyéket vármegyékre nevezték át, az intézmény hivatalos neve is Takáts Gyula Vármegyei Hatókörű Városi Könyvtár lett.
2023-ban mintegy 250 millió forintos beruházással energiatakarékossági felújítás kezdődött, amelynek során kicserélték a nyílászárókat, szigetelték a falakat, valamint új fűtési és világítási rendszert építettek ki az épületben.